# Nicolas Régnier

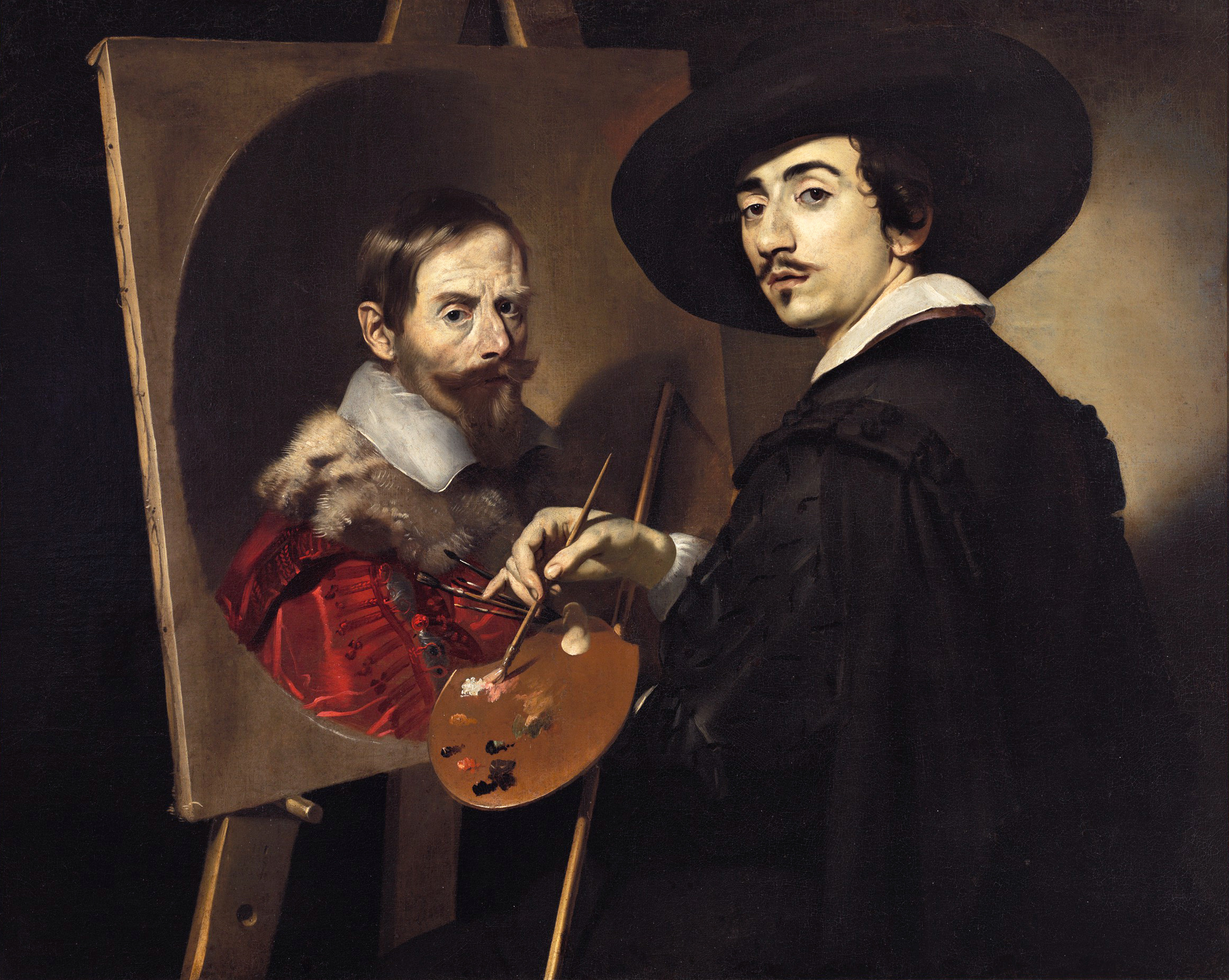
Zelfportret uit zijn Romeinse periode (ca. 1623-1624)

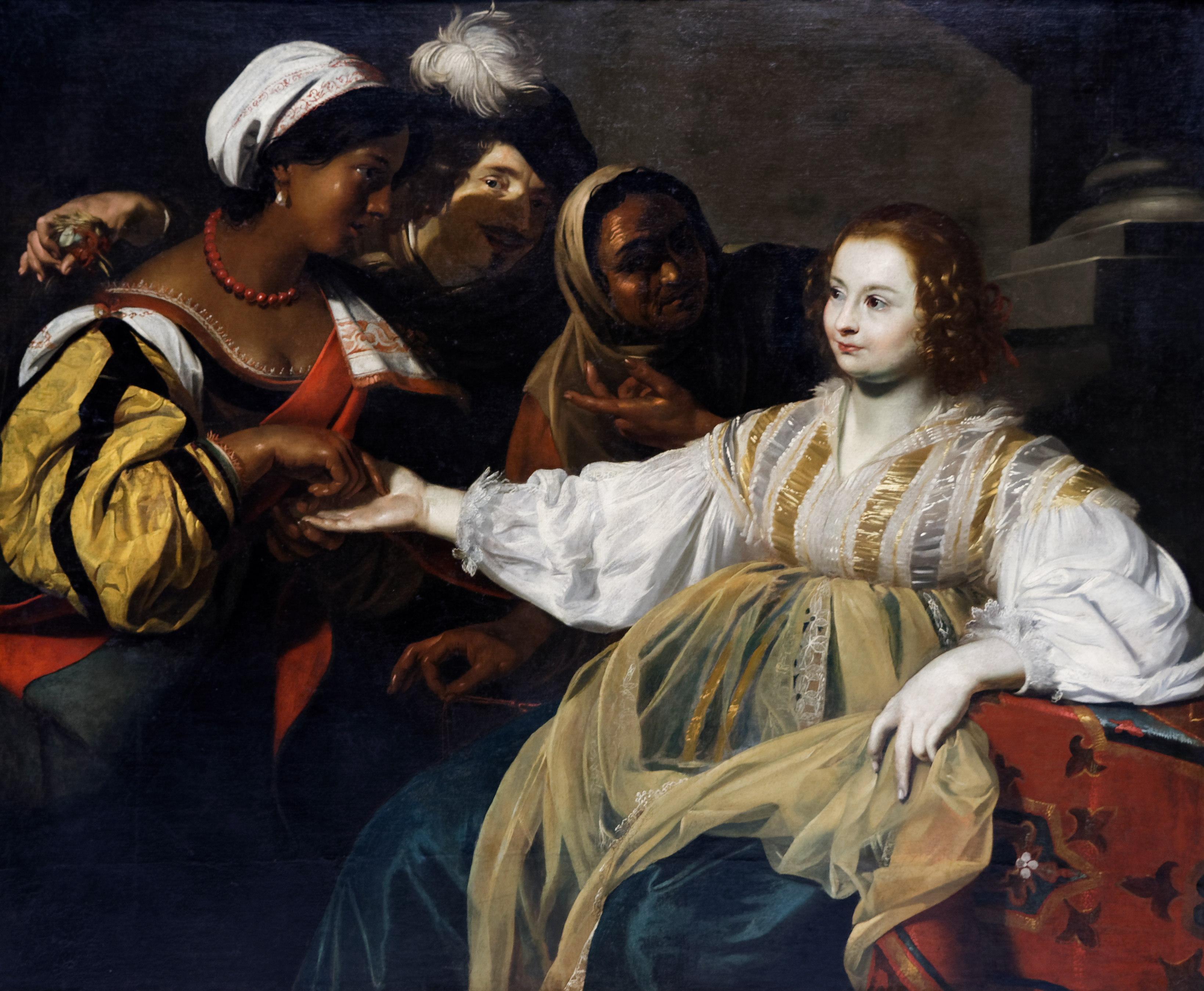
De waarzegster (ca. 1625)

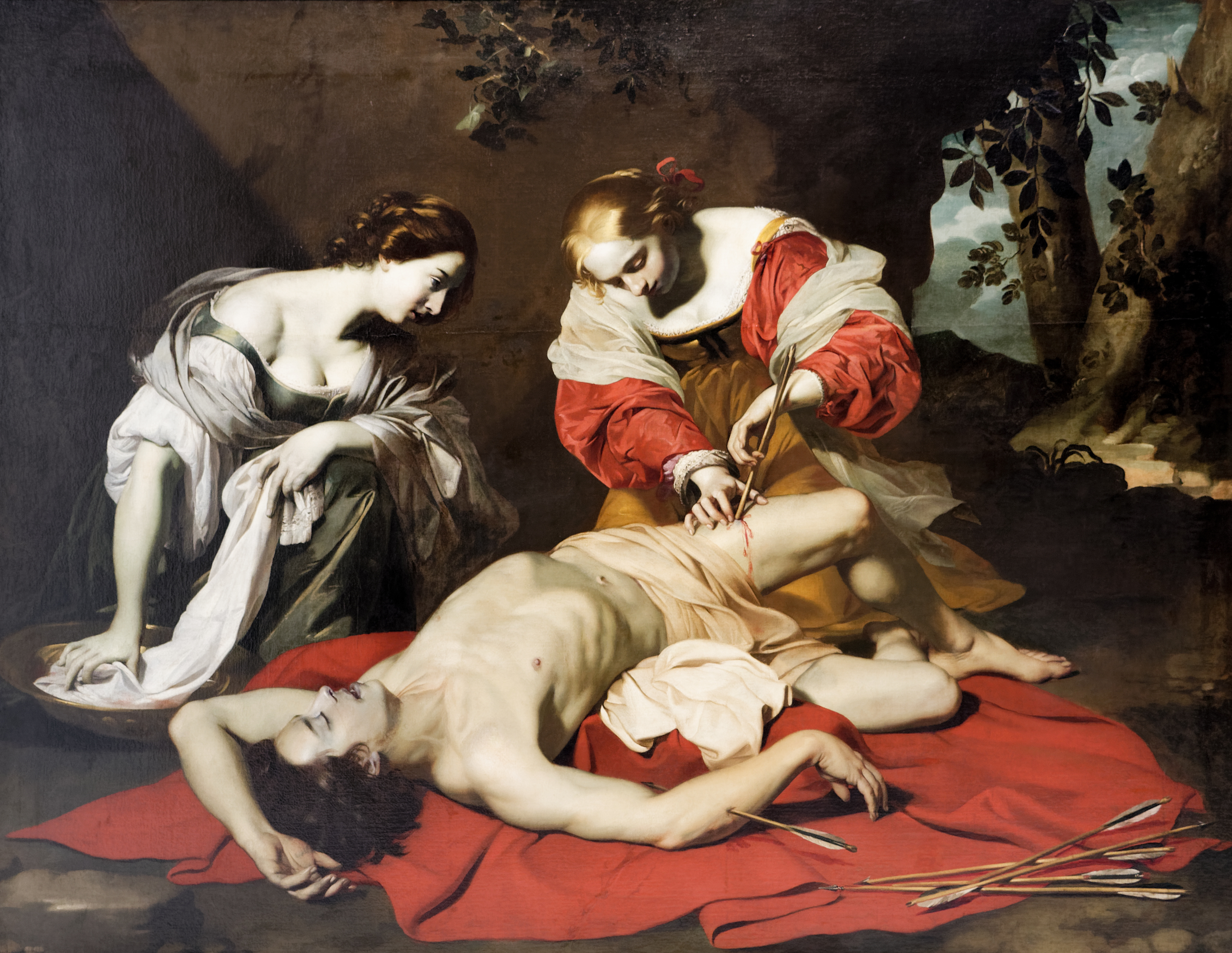
Sint Sebastiaan verzorgd door Irene en haar dienares (ca. 1625)

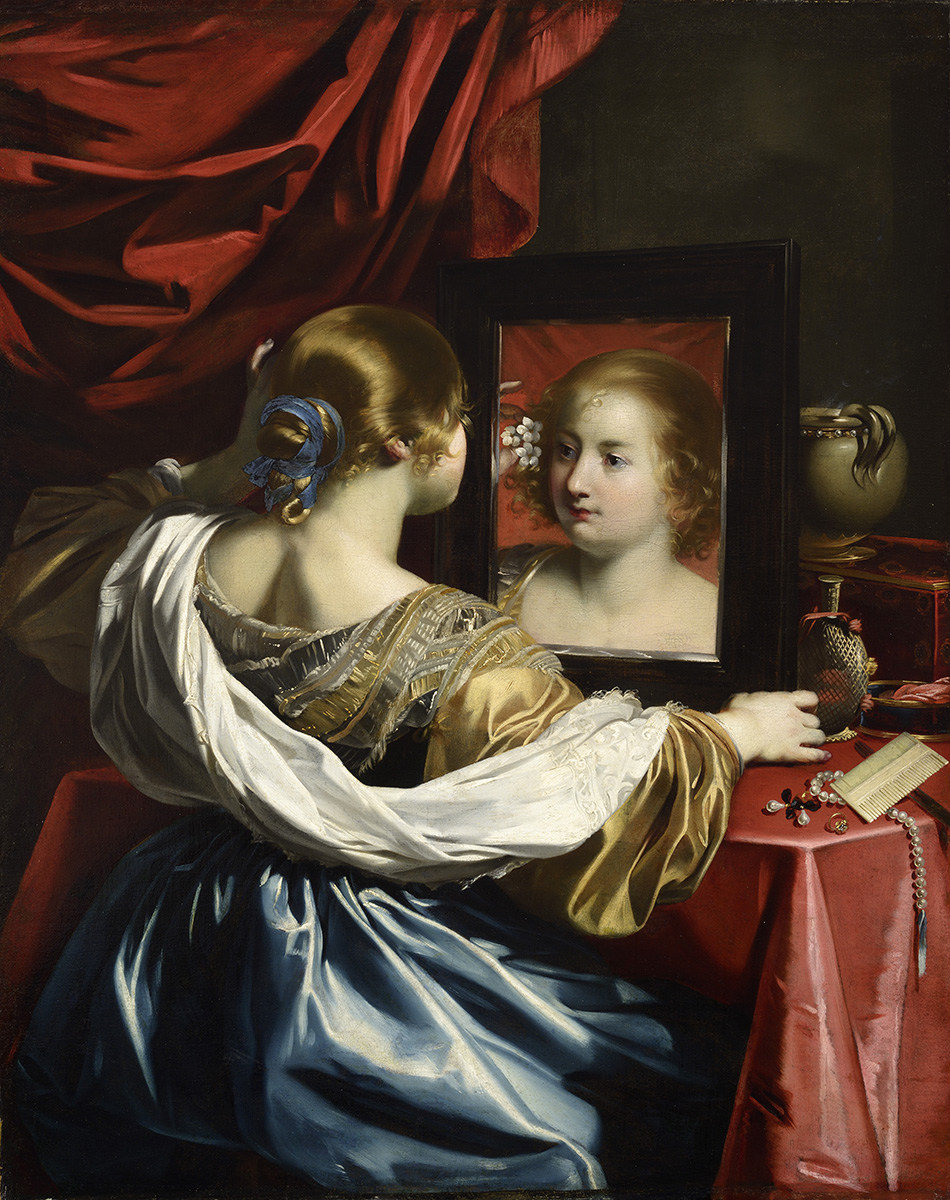
Jonge vrouw aan haar toilet (Vanitas) (1626)

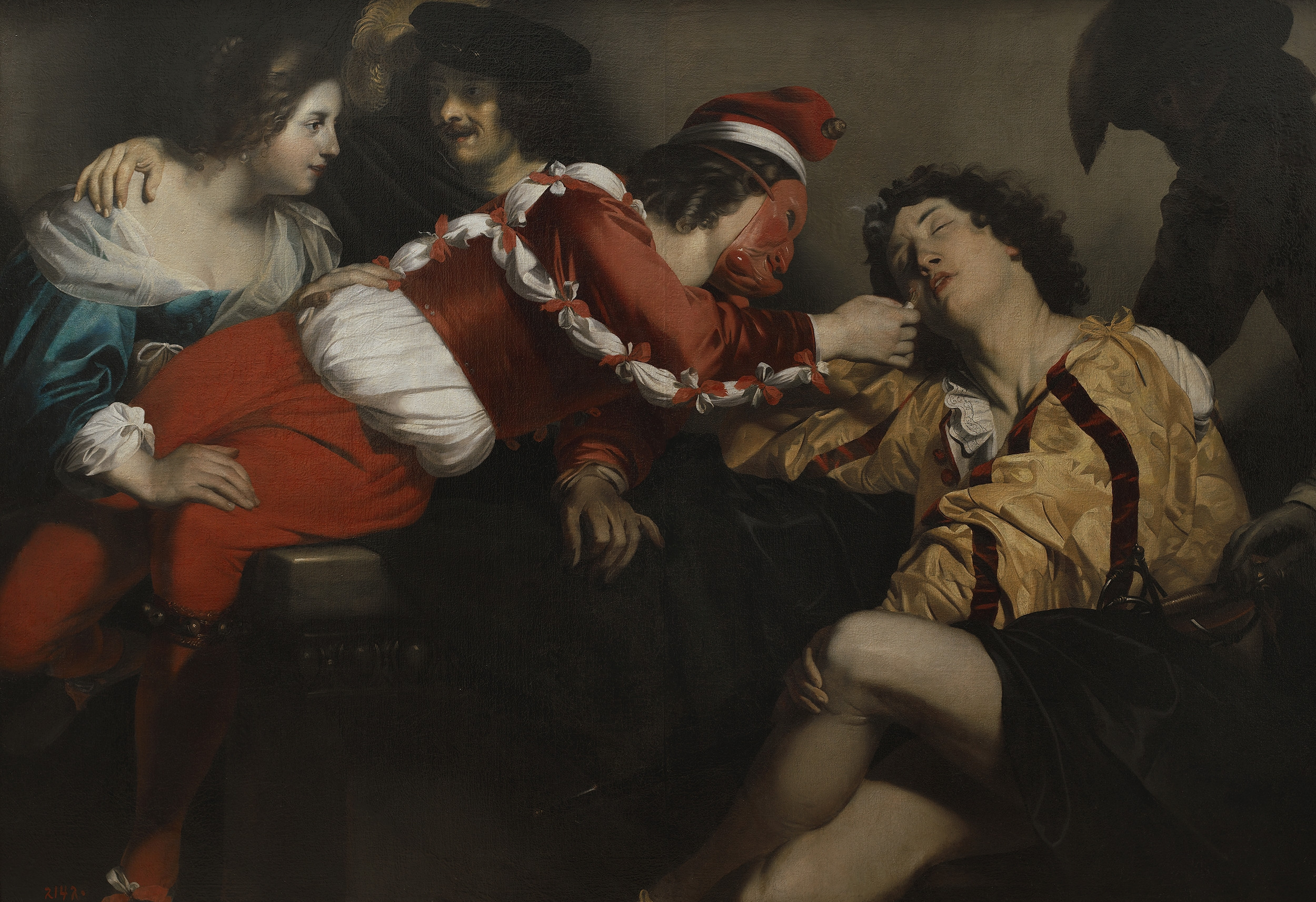
Carnavalscène (ca. 1630)

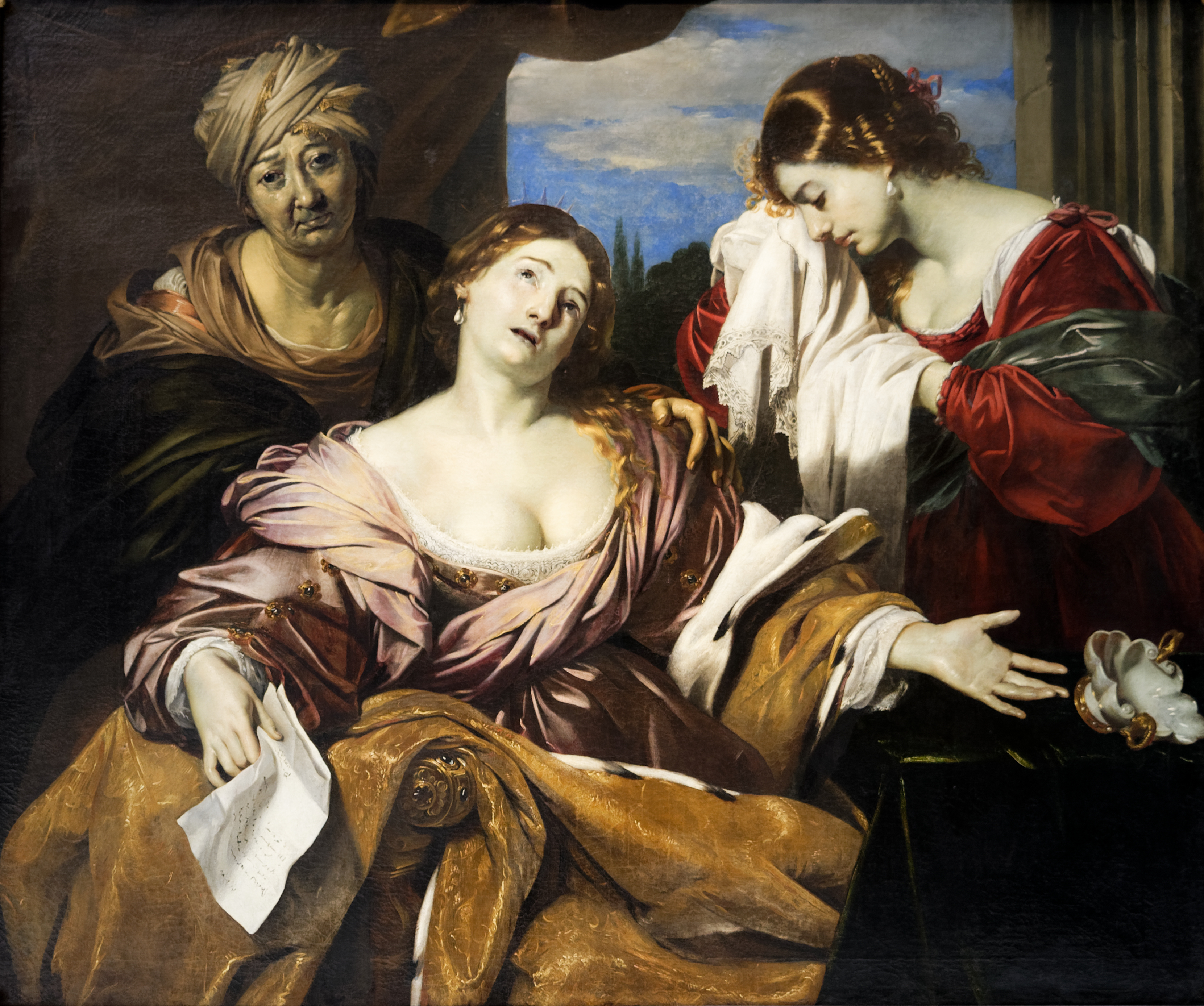
Dood van Sofonisba (ca. 1655)

Nicolas Régnier, geïtalianiseerd Niccolò Renieri (Maubeuge, 1588 – Venetië, 20 november 1667) was een barokschilder, kunsthandelaar en kunstverzamelaar uit het graafschap Henegouwen in de Spaanse Nederlanden. Na een opleiding in Antwerpen vestigde hij zich in Rome, waar hij zich opwierp als een van de voornaamste caravaggisti. Daarna verhuisde hij naar Venetië en vernieuwde hij mee de plaatselijke schilderkunst. Hij maakte vooral genretaferelen, portretten en religieuze en mythologische werken.

## Jonge jaren
Door een verkeerd gelezen geboorteakte wordt Régniers geboorte vaak in 1591 gesitueerd, maar ze vond mogelijk al in 1588 plaats en in elk geval vóór 1593. Vanuit zijn geboortestad Maubeuge ging hij naar Antwerpen in de leer bij Abraham Janssens, die tijdens Caravaggio's leven in Rome had verbleven. Daarna verliet hij de Spaanse Nederlanden en werd hij in 1616-1617 in Parma gesignaleerd. Hij was er stoffageschilder aan het hof van Farnese en probeerde bij Ranuccio Farnese een hogere betrekking te bekomen. Uit deze periode is geen werk van hem bewaard.

## Rome
Ergens in 1618-1619 verhuisde Régnier naar Rome. Hij deelde er een woning bij de Sant'Andrea delle Fratte met zijn collega's en landgenoten David de Haen en Dirck van Baburen. Ook was hij onder de oprichters van de Bentvueghels. In zijn atelier organiseerde hij vanaf 1621 een "accademia del nudo", waar naaktmodellen poseerden voor schilders als Paolo Signoretti, Tomasso Luini en Giovanni Battista Greppi. Volgens Joachim von Sandrart werkte hij in de stijl van Bartolomeo Manfredi, een van Caravaggio's eerste navolgers. In het bijzonder werd hij geïnspireerd door het carravageske naturalisme. Waarschijnlijk kende hij de schilderstijl van Caravaggio al via zijn leermeester Janssens en via Lionello Spada, die hij in Parma zal hebben ontmoet.
In 1622 werd Régnier hofschilder van markies Vincenzo Giustiniani, die eerder Caravaggio had gepatroneerd. Hij woonde in diens paleis op het Piazza San Luigi dei Francesi. Zijn taken omvatten het schilderen van religieuze en profane onderwerpen. Na zijn huwelijk met Cecilia Bezzi in 1623 verliet hij het huishouden van Giustiniani. Hij stond in Rome op nauwe voet met Simon Vouet en andere Franse schilders. Hun interpretatie van Caravaggio, met helder licht en een klassieke structuur, beïnvloedde zijn werk. Ook met de Accademia di San Luca had hij dichte betrekkingen. Op 22 maart 1625 was hij aanwezig op een bijeenkomst van de Accademia in het huis van Simon Vouet. Hoewel hij aanzien had verworven in Rome, ontbreekt zijn werk in kerken en topcollecties. Wellicht heeft dat hem ertoe aangezet te vertrekken.

## Venetië
In 1626 werd Régnier toegelaten tot het schildersgilde van Venetië. Zijn verhuizing werd misschien voorafgegaan door een tussenstop in Bologna. Met Carlo Saraceni introduceerde hij in de lagunestad het caravaggisme, waarin hij Bolognese en Venetiaanse invloeden verwerkte. In 1638 en 1639 werkte hij in Modena aan vorstenportretten van de familie d'Este. In 1639 was hij in Bologna en in 1639 werkte hij in Mantua voor de Gonzaga's. 
Zijn vier dochters waren ook schilders, ongetwijfeld door hun vader opgeleid. Ze assisteerden hem in zijn atelier en poseerden als model. Lucretia trouwde met de Vlaamse schilder Daniel van den Dyck en Clorinda met de Italiaanse schilder Pietro della Vecchia. Ook deze echtgenoten werkten soms samen met Régnier. Een ander familielid met wie hij nauwe banden had, was zijn halfbroer Michele Desubleo. Die was eveneens een schilder en beïnvloedde Régniers stilistische evolutie. Ook zijn aantoonbare betrekkingen met de intellectuelen van de Accademia degli Incogniti zijn terug te vinden in zijn werk.
In Venetië had Régnier onmiddellijk activiteiten ontplooid in de handel in antiek en schilderijen. In 1634 probeerde hij via een Engelse agent schilderijen te verkopen aan de hertog van Hamilton. Het is niet duidelijk of hij als kunsthandelaar ook vervalsingen verkocht, zoals zijn schoonzoon Pietro della Vecchia. Hij werd beschouwd als een kenner en werd regelmatig geconsulteerd als expert. In 1644 werd hij aangesteld tot 'schilder van de koning van Frankrijk', ongetwijfeld om hem te helpen ontsnappen aan de reglementen van de fraglia dei pittori, zodat hij gemakkelijker schilderijen zou kunnen leveren aan kardinaal Mazarin. 
Als kunstverzamelaar legde Régnier een indrukwekkende collectie aan, met veel werk van Vlaamse en Nederlandse meesters. Bedoni noemt onder meer schilderijen van Bril, Rubens, Pourbus, Van Leyden en Herri met de Bles. Maar ook Albrecht Dürer, Giorgione en Titiaan ontbraken niet. Een catalogus van 1666 is bewaard ter gelegenheid van de verkoop van de verzameling (65 items), waaraan een loterij was gekoppeld. Een jaar later overleed Régnier. Hij werd begraven in  de Chiesa di San Cassiano. 

## Werk
De oeuvrelijst van Lemoine schrijft 169 werken toe aan Régnier. Hij schilderde genrestukken met kaartspelers, waarzeggers, soldaten en muzikanten, religieuze taferelen, heiligen, mythologische en allegorische doeken en portretten. Hij schilderde ook enkele carnavalscènes, die tot zijn meest originele werken worden gerekend. Onder de favoriete thema's van Régnier waren de heiligen Sebastiaan en Maria Magdalena. Drie keer schilderde hij de verzorging van Sint-Sebastiaan door Sint-Irene.
Met Valentin de Boulogne was Régnier een exponent van het meer gesofisticeerde carravaggisme, terwijl Noord-Nederlanders als Gerrit van Honthorst en Dirck van Baburen zich eerder richtten op de lagere aspecten in hun genrekunst. Tijdens zijn eerste decennium in Rome maakte Régnier enkele van zijn beste schilderijen, waaronder De waarzegster (Louvre) en David met het hoofd van Goliath (Rome, Galleria Spada). In Venetië liet hij zich inspireren door de lokale school. Zonder dat er sprake was van een stijlbreuk, werd zijn kleurenpalet levendiger en werden zijn composities eleganter. Vanaf 1635 evolueerde hij verder door invloeden van Guido Reni en Guercino te integreren. Hij voegde meer eroticisme en melodrama toe.
Zowel in Rome als in Venetië toonde Régnier belangstelling voor het stilleven. Hoewel geen pure stillevens van hem bekend zijn, loopt de aandacht voor het genre door zijn hele oeuvre. Misschien is dit begonnen toen hij in de leer was bij de Vlaamse schilder Abraham Janssens in Antwerpen, maar ook de stillevens van Caravaggio hebben hem duidelijk beïnvloed in het frontaal bekijken van objecten, met de nadruk op licht en vorm in plaats van op de beschrijvende details die meer typerend zijn voor noordelijke stillevens.

## Familie
Op 1 oktober 1623 trouwde Régnier met Cecilia Bezzi in de Santa Maria del Popolo. Ze hadden vijf kinderen:
- Lucrezia Renieri, vóór 1627
- Clorinda Renieri, ca. 1627/1629 – ca. 1715
- Angelica Mattia Renieri, gedoopt op 10 september 1631
- Anna Isabetta Renieri, gedoopt op 19 november 1636
- Giovanni Paolo Renieri, gedoopt op 27 oktober 1639

## Voetnoten
1. ↑  Naamvarianten: Nicolaas Regnier, Nicolaas Renier, Nicolas Renier, Nicolas Renieri

- Bibliothèque nationale de France: cb156232190 (data)
- Biografisch Portaal: 96398077
- Gemeinsame Normdatei: 122968824
- International Standard Name Identifier: 0000 0000 8364 5920
- KulturNav: 07a34daa-7a9c-4875-be29-2533fc78cd93
- Library of Congress Control Number: nr2004021317
- National Gallery of Victoria: 1191
- Nationale Bibliotheek van Tsjechië: xx0238692
- RKD-Nederlands Instituut voor Kunstgeschiedenis: 66002
- Système universitaire de documentation: 122792076
- Union List of Artist Names: 500029815
- Virtual International Authority File: 23037211
- WorldCat: E39PBJcBRd7rhcpxTqqKrgfQbd